# Уоттерс, Джордж II
Джордж Дункан Уоттерс II (англ. George Duncan Watters II) (род. 19 сентября 1949) — американский звукомонтажёр в отставке, известный по работе над такими фильмами, как «Танец-вспышка», «Язык нежности», «Лучший стрелок», «Охота за «Красным Октябрём»», «Армагеддон», «Хроники Нарнии: Лев, колдунья и волшебный шкаф», четырьмя фильмами серии «Звёздный путь», первыми двумя фильмами франшизы «Голый пистолет», первыми четырьмя фильмами серии «Пираты Карибского моря» и обоими фильмами франшизы «Сокровище нации».
Он также был удостоен премии «Оскар» в категории «Лучший звуковой монтаж» дважды — за «Охоту за «Красным Октябрём»» и «Перл-Харбор».

## Карьера
Джордж Дункан Уоттерс II родился 19 сентября 1949 года в Лос-Анджелесе, Калифорния, и пришёл в киноиндустрию в 1973 году. После нескольких собеседований на разных студиях, его приняли на работу, в качестве ученика в отдел телевизионного звукового монтажа киностудии — Paramount Pictures.
После обучения, Джордж Уоттерс II стал помощником звукомонтажёра, для полнометражных фильмов в Paramount; в интервью 2012 года, Уоттерс II сказал: «В то время у меня была возможность немного поработать в области монтажа изображений и монтажа музыки, но я обнаружил, что предпочитаю монтаж звуковых эффектов. Звук — это скульптурное, образное, универсальное и для меня самое творческое средство». 
В начале своей карьеры, Джордж Уоттерс II работал над такими фильмами, как «Воины», «Игроки» (оба 1979 года), «Грубая огранка» 1980 года, «Первый понедельник октября», «Дорогая мамочка» (оба 1981 года), «Танец-вспышка», «Остаться в живых», «Язык нежности» (все три 1983 года) и три фильма серии «Звёздный путь» — «Звёздный путь» 1979 года, «Гнев Хана» 1982 года и «В поисках Спока» 1984 года.
Большую часть своей карьеры, Джордж Уоттерс II посвятил боевикам и триллерам, внося вклад в такие фильмы, как «Лучший стрелок» 1986 года, «Охота за «Красным Октябрём»» 1990 года, «Игры патриотов» 1992 года, «Багровый прилив» 1995 года, «Скала» 1996 года, «Воздушная тюрьма» 1997 года, «Армагеддон» 1998 года, «Угнать за 60 секунд» 2000 года, «Перл-Харбор» 2001 года, «Плохая компания» 2002 года, «Плохие парни 2» 2003 года и «Дежа вю» 2006 года.
В XXI веке, Джордж Уоттерс II стал уделять больше времени приключенческим и фэнтезийным фильмам, таким как «Хроники Нарнии: Лев, колдунья и волшебный шкаф» 2005 года, «Принц Персии: Пески времени», «Ученик чародея» (оба 2010 года), первыми четырьмя фильмами серии «Пираты Карибского моря» и обоими фильмами франшизы «Сокровище нации».
Четвёртый фильм «Пиратов Карибского моря» — «На странных берегах» 2011 года, был последним фильмом Джорджа Уоттерса II, до его ухода в отставку .

## Избранная фильмография
- Воины (1979)
- Игроки (1979)
- Звёздный путь (1979)
- Грубая огранка (1980)
- Первый понедельник октября (1981)
- Дорогая мамочка (1981)
- Звёздный путь 2: Гнев Хана (1982)
- Танец-вспышка (1983)
- Остаться в живых (1983)
- Язык нежности (1983)
- Звёздный путь 3: В поисках Спока (1984)
- Полицейский из Беверли-Хиллз (1984)
- Свидетель (1985)
- Лучший стрелок (1986)
- Полицейский из Беверли-Хиллз 2 (1987)
- Крокодил Данди 2 (1988)
- Голый пистолет (1988)
- Родственники (1989)
- Мужчины не уходят (1990)
- Охота за «Красным Октябрём» (1990)
- Дни грома (1990)
- Игрок от Бога (1991)
- Голый пистолет 2½: Запах страха (1991)
- Звёздный путь 6: Неоткрытая страна (1991)
- Игры патриотов (1992)
- Неспящие в Сиэтле (1993)
- Фокус-покус (1993)
- Когда мужчина любит женщину (1994)
- Богатенький Ричи (1994)
- Багровый прилив (1995)
- Сломанная стрела (1996)
- Скала (1996)
- Городская полиция (1997)
- Воздушная тюрьма (1997)
- Скорость 2: Контроль над круизом (1997)
- Красный угол (1997)
- Армагеддон (1998)
- Враг государства (1998)
- Афера Томаса Крауна (1999)
- Угнать за 60 секунд (2000)
- Перл-Харбор (2001)
- Шпионские игры (2001)
- Плохая компания (2002)
- Санта-Клаус 2 (2002)
- Пираты Карибского моря: Проклятие Чёрной жемчужины (2003)
- Плохие парни 2 (2003)
- Гнев (2004)
- Сокровище нации (2004)
- Правила съёма: Метод Хитча (2005)
- Домино (2005)
- Хроники Нарнии: Лев, колдунья и волшебный шкаф (2005)
- Игра по чужим правилам (2006)
- Пираты Карибского моря: Сундук мертвеца (2006)
- Дежа вю (2006)
- Пираты Карибского моря: На краю света (2007)
- Сокровище нации: Книга тайн (2007)
- Миссия Дарвина (2009)
- Принц Персии: Пески времени (2010)
- Ученик чародея (2010)
- Пираты Карибского моря: На странных берегах (2011)

## Награды и номинации
Джордж Уоттерс II был номинирован на премию «Оскар» восемь раз (все в категории «Лучший звуковой монтаж»), начиная с 59-й церемонии вручения премии в 1987 году, вместе с Сесилией Холл за фильм «Лучший стрелок», но проиграл Дону Шарпу за «Чужих».
В 1991 году, Уоттерс II снова вместе с Сесилией Холл, был номинирован на «Оскар» за фильм «Охота за «Красным Октябрём»», и выиграл её. Через год, он снова номинировался на «Оскар» за фильм «Звёздный путь 6: Неоткрытая страна», вместе с Эф Хадсоном Миллером, но проиграл её Гэри Райдстрому и Глории Си Бордерс за «Терминатора 2: Судный день».
В 1996 и 1999 годах, Уоттерс II был сольно номинирован на «Оскар», за фильмы «Багровый прилив» и «Армагеддон», но проиграл оба раза: Лону Бендеру и Перу Халлбергу за «Храброе сердце» и Гэри Райдстрому с Ричардом Химнсом за «Спасти рядового Райана» соответственно.
В 2002 году, вместе с Кристофером Бойесом, Уоттерс II номинировался на «Оскар» за фильм «Перл-Харбор», и выиграл её. Он был номинирован на «Оскар» вместе с Бойесом, ещё два раза, за первые два фильма серии «Пираты Карибского моря» — «Проклятие Чёрной жемчужины» в 2004 году и «Сундук мертвеца» в 2007 году, но проиграл обе: Ричарду Кингу за «Хозяина морей: На краю земли» и Алану Роберту Мюррею с Бубом Эсменом за «Письма с Иводзимы» соответственно.
В 2012 году, Джордж Уоттерс II получил премию «За достижения в карьере», от Motion Picture Sound Editors (MPSE) — американского профессионального общества звукомонтажёров.